# Bishche
Bishche (ucraniano: Бі́ще) es un pueblo de Ucrania, constituido administrativamente como una pedanía de la ciudad de Berezhany, en el raión de Ternópil de la óblast de Ternópil.
En 2001, el pueblo tenía una población de 547 habitantes.
Se ubica a orillas del río Zolota Lipa, unos 10 km al norte de Berezhany.

## Historia
Antes de la fundación del actual municipio de Berezhany en 2018, el pueblo era sede de un consejo rural en el raión de Berezhany. El consejo rural incluía como pedanías a Zaluzhzhia y Poruchyn.